# Diffraction des électrons
La diffraction des électrons est une technique utilisée pour l'étude de la matière qui consiste à bombarder d'électrons un échantillon et à observer la figure de diffraction résultante. Ce phénomène se produit en raison de la dualité onde-particule, qui fait qu'une particule matérielle (dans le cas de l'électron incident) peut être décrite comme une onde. Ainsi, un électron peut être considéré comme une onde, comme pour le son ou les vagues à la surface de l'eau. Cette technique est similaire à la diffraction X et à la diffraction de neutrons.
La diffraction des électrons est fréquemment utilisée en physique et chimie du solide afin d'étudier la structure cristalline d'un matériau donné. Ces expériences sont habituellement réalisées en microscopie électronique en transmission (MET), en microscopie électronique à balayage (MEB) ou en diffraction d'électrons rétrodiffusés (EBSD). Dans ces instruments, les électrons sont accélérés par un potentiel électrostatique afin d'atteindre l'énergie désirée et donc la longueur d'onde requise avant qu'ils interagissent avec l'échantillon à étudier.
La structure périodique d'un solide cristallin agit comme un réseau de diffraction optique, diffusant les électrons de manière statistiquement prédictive. En travaillant à partir du schéma de diffraction observé, il peut être possible de déduire la structure du cristal à l'origine de cette diffraction. Cependant, cette technique est limitée par le problème de phase.
En dehors de l'étude des cristaux, la diffraction électronique est aussi une technique utile afin d'étudier l'ordre à courte portée pour des solides amorphes et la géométrie des molécules gazeuses.

## Historique
L'hypothèse de De Broglie, formulée en 1924, prédit que les particules doivent aussi se comporter comme des ondes. La formule de De Broglie fut confirmée trois ans plus tard pour les électrons (possédant une masse au repos) avec l'observation de la diffraction électronique dans deux expériences indépendantes. À l'Université d'Aberdeen, George Paget Thomson fit passer un faisceau d'électrons au travers d'un film mince de métal et observa les figures de diffraction prédites. Aux laboratoires Bell, Clinton Joseph Davisson et Lester Halbert Germer firent passer leur faisceau par une grille cristalline (un cristal de nickel). G. Thomson et C. Davisson obtinrent le prix Nobel de physique en 1937 pour leurs travaux.

## Théorie

### Interaction électronique avec la matière
Contrairement à d'autres types de radiation utilisés dans les études de diffraction sur des matériaux, comme les rayons X ou les neutrons, les électrons sont des particules chargées qui interagissent avec la matière par la force de Coulomb. Ceci signifie que les électrons incidents ressentent à la fois l'influence des noyaux atomiques positivement chargés et celle des électrons environnants. Pour comparaison, les rayons X interagissent avec la distribution spatiale des électrons, alors que les neutrons sont diffusés par les noyaux atomiques par interaction forte. De plus, le moment magnétique des neutrons est non nul et ils sont parfois diffusés par les champs magnétiques. En raison de ces différentes formes d'interaction, les trois types de rayonnement sont pertinents pour différents types d'études.

### Intensité des faisceaux diffractés
Dans l'approximation cinétique de la diffraction de l'électron, l'intensité d'un faisceau diffracté est donnée par :
{\displaystyle I_{\mathbf {g} }=\left|\psi _{\mathbf {g} }\right|^{2}\propto \left|F_{\mathbf {g} }\right|^{2}}
Ici, {\displaystyle \psi _{\mathbf {g} }} est la fonction d'onde du faisceau diffracté et {\displaystyle F_{\mathbf {g} }} est le facteur de structure donné par :
{\displaystyle F_{\mathbf {g} }=\sum _{i}f_{i}e^{-2\pi i\mathbf {g} \cdot \mathbf {r} _{i}}}
dans lequel {\displaystyle \mathbf {g} } est le vecteur de diffusion du faisceau diffracté, {\displaystyle \mathbf {r} _{i}} est la position d'un atome {\displaystyle i} dans la maille unitaire et {\displaystyle f_{i}} est le pouvoir de diffusion de l'atome, aussi appelé facteur de diffusion atomique. La somme est effectuée sur tous les atomes de la maille unitaire.
Le facteur de structure décrit la façon dont un faisceau incident d'électrons est diffusé par les atomes d'une maille unitaire cristalline, en prenant en compte les différents pouvoirs de diffusion des éléments grâce au terme {\displaystyle f_{i}}. Les atomes étant distribués dans le volume de la maille unitaire, il existe une différence de phase lorsque l'on considère l'amplitude diffusée entre deux atomes. Cette phase est prise en compte dans les termes exponentiels de l'équation.
Le facteur de diffusion atomique d'un élément dépend du type de radiation considéré. Les électrons interagissant avec la matière de manière différente des rayons X (par exemple), les facteurs de formes atomiques seront différents pour les deux cas.

### Longueur d'onde des électrons
La longueur d'onde d'un électron est donnée par l'équation de De Broglie :
{\displaystyle \lambda ={\frac {h}{p}}} .
Ici {\displaystyle h} est la constante de Planck et {\displaystyle p} la quantité de mouvement de l'électron. Les électrons sont accélérés dans un potentiel électrique {\displaystyle U} jusqu'à atteindre la vitesse requise :
{\displaystyle v={\sqrt {\frac {2eU}{m_{0}}}}}
où {\displaystyle m_{0}} est la masse de l'électron, et {\displaystyle e} la charge élémentaire. La longueur d'onde de l'électron est alors donnée par :
{\displaystyle \lambda ={\frac {h}{p}}={\frac {h}{m_{0}v}}={\frac {h}{\sqrt {2m_{0}eU}}}}.
Ainsi, dans un microscope électronique, le potentiel d'accélération est habituellement de plusieurs milliers de volts, permettant à l'électron d'atteindre une proportion appréciable de la vitesse de la lumière. Un SEM peut ainsi fonctionner à des potentiels d'accélération typiquement de l'ordre de 10 000 volts (10 kV) donnant à l'électron une vitesse d'environ 20 % de celle de la lumière, alors qu'un TEM fonctionne vers 200 kV, portant l'électron à 70 % de la vitesse de la lumière. À ces vitesses, les effets relativistes doivent être pris en compte. On peut démontrer que la longueur d'onde des électrons est modifiée selon :
{\displaystyle \lambda ={\frac {h}{\sqrt {2m_{0}eU}}}{\frac {1}{\sqrt {1+{\frac {eU}{2m_{0}c^{2}}}}}}}
où {\displaystyle c} est la vitesse de la lumière. Le premier terme correspond au terme non relativiste comme décrit plus haut, le second correspond au facteur relativiste. La longueur d'onde des électrons à 10 kV est donc de 12,3 × 10−12 m (12,3 pm) alors que dans un TEM à 200 kV la longueur d'onde est de 2,5 pm. En comparaison, la longueur d'onde des rayons X utilisés en diffraction X est de l'ordre de 100 pm (Cu Kα : λ = 154 pm).

## Diffraction électronique en TEM
La diffraction des électrons dans les solides est habituellement effectuée par microscopie électronique en transmission (TEM) dans laquelle les électrons passent au travers d'un film mince du matériau à étudier. La figure de diffraction résultante est alors observée sur un écran fluorescent, enregistrée sur un film photographique ou par le biais d'une caméra CCD.

### Avantages
Comme indiqué plus haut, la longueur d'onde de l'électron accéléré dans un TEM est plus petite que celles des radiations utilisées pour des expériences de diffraction de rayons X. Une des conséquences de ce qui précède est que le rayon de la sphère d'Ewald est plus important pour des expériences de diffraction électronique que pour la diffraction X. Cela permet à l'expérience de diffraction d'être plus complète en ce qui concerne la distribution bidimensionnelle des points du réseau réciproque.
De plus, la large dispersion électronique permet à la géométrie de l'expérience d'être variée. La géométrie la plus simple de conception est celle d'un faisceau parallèle d'électrons incident sur l'échantillon. Cependant, en faisant converger les électrons en cône sur le spécimen, on peut de manière effective effectuer une expérience de diffraction sur plusieurs angles d'incidence simultanément. Cette technique est appelée Convergent Beam Electron Diffraction (CBED - diffraction d'électrons par faisceau convergent) et peut caractériser la géométrie tridimensionnelle d'un cristal de manière complète.
Dans un TEM, un grain ou une particule de cristal peut être choisie pour l'expérience de diffraction. Cela signifie que ces expériences de diffraction peuvent être menées sur des cristaux de taille nanométrique alors que d'autres techniques de diffraction se limitent à l'étude de la diffraction produite à partir d'un échantillon multi-cristallin ou d'un échantillon en poudre. De plus, la diffraction électronique en TEM peut être combinée avec une imagerie directe de l'échantillon, comprenant une image à haute résolution du réseau cristallin, ainsi qu'un large ensemble de techniques supplémentaires. Parmi celles-ci, on peut citer l'analyse chimique de la composition de l'échantillon par analyse dispersive en énergie, l'étude de la structure électronique et des liaisons par EELS, ou encore les études du potentiel moyen interne par holographie électronique.

### Aspects pratiques

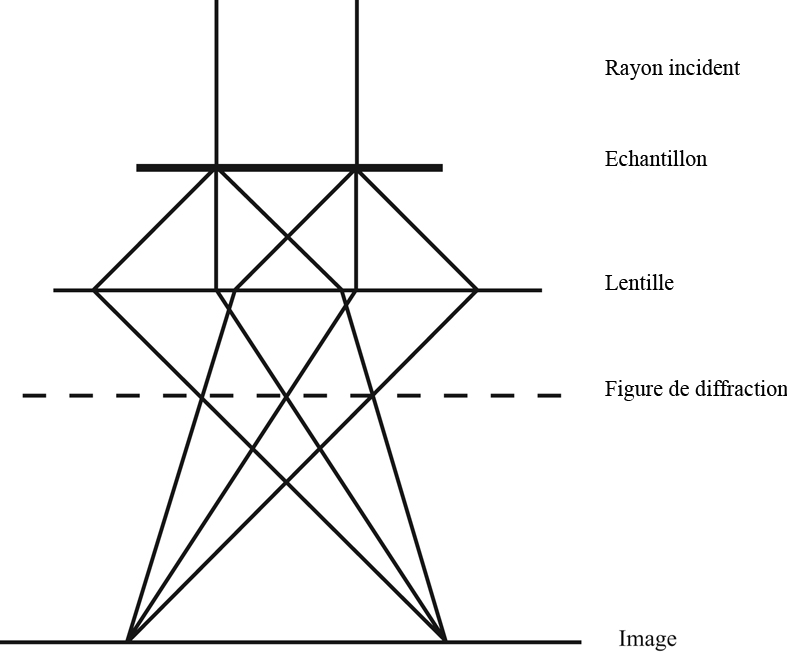
Figure 1 : chemin du faisceau électronique dans un TEM.

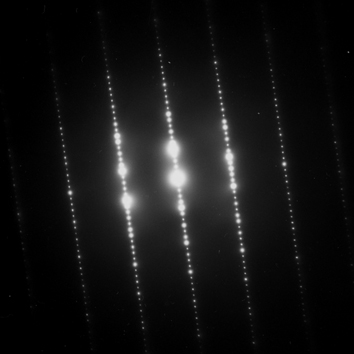
Figure 2 : figure de diffraction typique obtenue par TEM avec un faisceau parallèle.

La figure 1 présente une description simple du chemin d'un faisceau parallèle d'électrons dans un TEM depuis le dessus immédiat d'un échantillon puis en descendant la colonne jusqu'à l'écran fluorescent. Lors de leur passage au travers de l'échantillon, les électrons sont diffractés par le potentiel électrostatique engendré par les éléments constitutifs. Après que les électrons ont traversé l'échantillon, ils sont focalisés par une lentille électromagnétique. Cette lentille permet la collecte de tous les électrons diffractés par un point de l'échantillon sur un point de l'écran fluorescent, permettant la formation d'une image de l'échantillon. On notera qu'au niveau de la ligne pointillée sur la figure, les électrons diffractés dans la même direction par l'échantillon convergent vers un seul point. C'est le plan focal arrière du microscope, lieu de formation de la figure de diffraction. En adaptant les lentilles magnétiques du microscope, la figure de diffraction peut être observée par projection sur l'écran. Un exemple de figure de diffraction est montré sur la figure 2 ci-contre.
Si l'échantillon est incliné par rapport au faisceau d'électrons incident, on peut obtenir des figures de diffraction pour plusieurs orientations cristallines. De cette façon, le réseau réciproque du cristal peut être cartographié en trois dimensions. En étudiant l'absence systématique de points de diffraction, le réseau de Bravais, et tout axe hélicoïdal ou plan de glissement dans la structure cristalline peut être identifié.

### Limitations
La diffraction électronique dans un TEM est sujette à de nombreuses et importantes limitations. Premièrement, l'échantillon étudié doit être transparent pour les électrons, ce qui signifie que l'épaisseur de l'échantillon doit être au plus de 100 nm. Une préparation longue et minutieuse de l'échantillon peut aussi être requise. De plus, de nombreux échantillons sont sensibles à l'endommagement radiatif pouvant être causé par les électrons incidents.
L'étude des matériaux magnétiques est aussi compliquée par la déflexion des électrons dans les champs magnétiques dus à la force de Lorentz. Bien que ce phénomène puisse être exploité afin d'étudier les domaines magnétiques des matériaux par la microscopie à force de Lorentz, il peut aussi rendre la détermination de la structure cristalline virtuellement impossible.
De plus, la diffraction électronique est parfois considérée comme une technique qualitative fiable pour la détermination de symétrie, mais trop imprécise pour la détermination des paramètres de maille et des positions atomiques. En principe, cela n'est pas réellement le cas. Les paramètres de maille de grande précision peuvent être obtenus par diffraction électronique, avec des erreurs avérées de moins de 0,1 %. Cependant, les conditions expérimentales adéquates peuvent être difficiles à obtenir, et ces méthodes sont parfois considérées comme trop gourmandes en temps et les données obtenues trop difficiles à interpréter. Les diffractions de rayons X ou de neutrons sont parfois préférées pour ces déterminations de paramètres de maille et de positions atomiques.
Cependant, la principale limitation de la diffraction électronique en TEM reste l'implication nécessaire du manipulateur, contrairement aux expériences de diffractions X et neutronique qui sont très automatisées.

### Sources
- Leonid A. Bendersky and Frank W. Gayle, "Electron Diffraction Using Transmission Electron Microscopy", Journal of Research of the National Institute of Standards and Technology, 106 (2001) pp. 997–1012.
- (en) Gareth Thomas et Michael J. Goringe, Transmission Electron Microscopy of Materials, New York, John Wiley, 1979, 388 p. (ISBN 978-0-471-12244-9, LCCN 79000449)